# Park Street Nordicom
Park Street Nordicom A/S (før 27. april 2017 Nordicom A/S) er et dansk selskab indenfor ejendomsbranchen, oprettet i 1989 og børsnoteret i 1990.
Selskabet har hovedkontor på Svanevej i København. Selskabskapitalen var i 2007 på over 300 millioner, mens der var 64 medarbejdere. 
Selskabet er i slutningen af 2008 kommet ind i problemer, som følge af en låneramme på 667 millioner i den krakkede Roskilde Bank. Den danske rigmand Ole Vagner, der havde tjent penge ved salget af Keops, investerede et stort beløb i firmaet. Investeringer viste sig dog i 2010 at give et negativt afkast på 400 millioner kroner.